# Palazzo Caligiuri
Palazzo Caligiuri è un edificio storico di San Giovanni in Fiore.
Il palazzo venne edificato nella seconda metà del XVIII secolo su “Timpone San Biagio” (un colle della città) dove sorgeva l'antica chiesa di San Biagio, demolita negli anni 1930. Questo edificio è stato realizzato lungo un crinale molto scosceso e la sagomatura dell'edificio segue per gradoni l'orografia del colle, così come è per Palazzo De Marco. Certamente il colle, "suddiviso" con un altro palazzo storico, Palazzo Barberio, ha contribuito non poco all'architettura del palazzo. Vi sono 5 ingressi, posti lungo tutta la facciata, mentre l'ingresso principale è stato realizzato nel corpo centrale dell'edificio. Nella parte più in basso l'edificio ospitava quasi sicuramente i depositi, mentre la parte più in alto, terminante sul colle, è caratterizzata da una duplice e differente volumetria, rispondente a due distinte altezze dell'edificio. Il palazzo non presenta particolari ornamenti architettonici mentre segue uno schema preciso con sole finestre al primo piano e balconcini al secondo.